# Relations entre l'Arabie saoudite et le Pakistan
Les relations entre l'Arabie saoudite et le Pakistan sont historiquement cordiales, les deux pays étant de solides alliés. L'Arabie saoudite est ainsi considéré après la Turquie comme le deuxième pays musulman le plus proche du Pakistan. Cette relation s'est développée malgré les bonnes relations saoudiennes avec l'Inde et le rapprochement du Pakistan et de l'Iran. 
Les deux pays ont tiré des avantages de cette relation, l'Arabie saoudite cherchant à contenir l'influence iranienne dans la région, profitant de la compétence militaire de l'armée pakistanaise et cherchant à étendre son influence religieuse dans ce pays, le deuxième plus peuplé du monde musulman. En échange, le Pakistan bénéficie d'un soutien financier et d'approvisionnements avantageux en pétrole.

## Historique

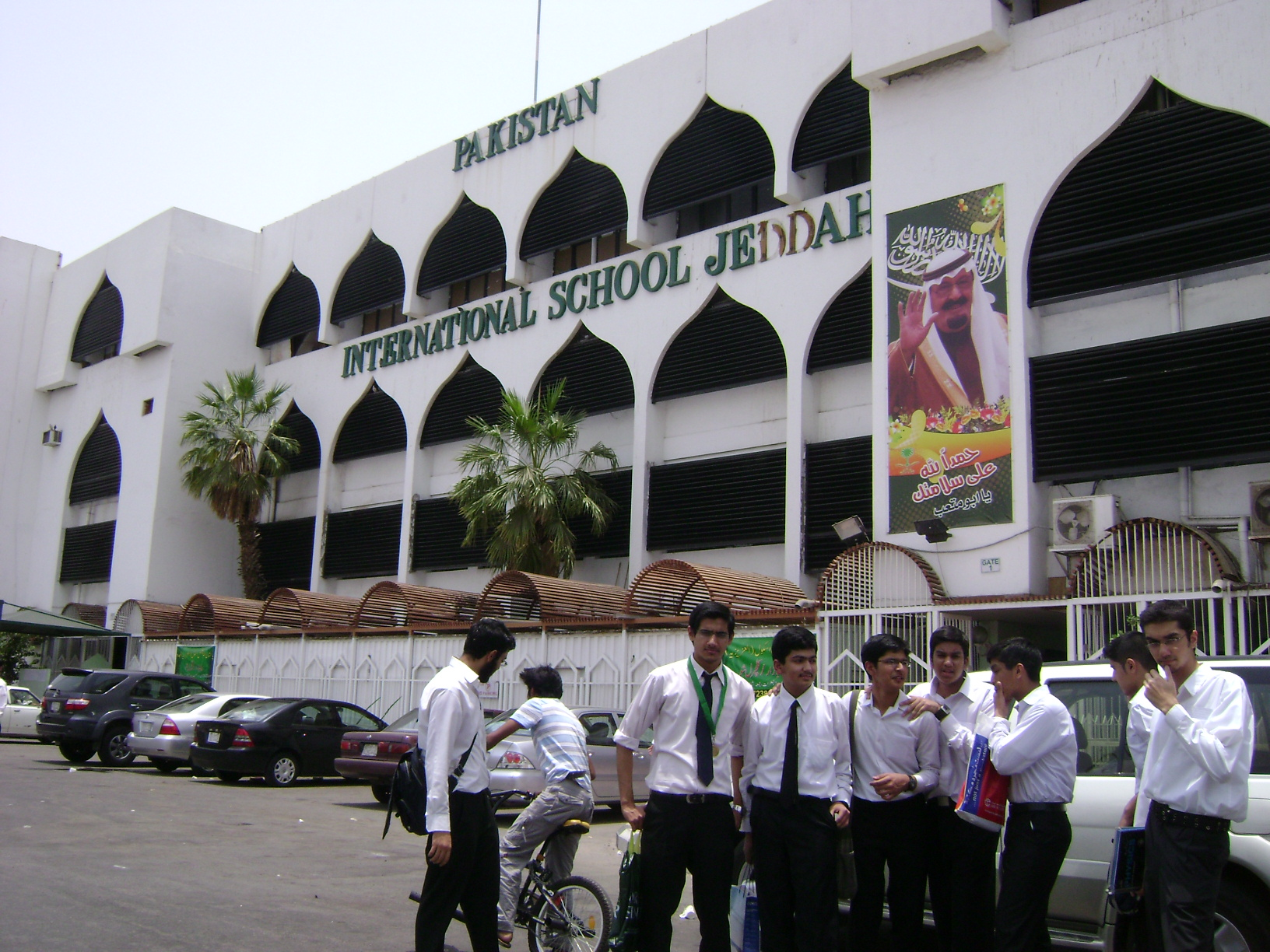
École pakistanaise à Jeddah, en Arabie saoudite.

Les relations entre les deux pays datent de la création du Pakistan en août 1947, voire avant, l'Arabie saoudite ayant soutenu financière la Ligue musulmane à partir de 1943 sur décision du fondateur de la dynastie saoudienne, Saoud ben Abdelaziz Al Saoud. Le pays arabe, en quête de légitimité au sein du monde musulman, a ainsi soutenu la création du Pakistan, une nation pour les musulmans du sous-continent indien.
Lors de la prise de la Grande Mosquée de La Mecque en 1979, l'Arabie saoudite fait appel au Pakistan pour prendre le dessus sur les fondamentalistes. Le Special Service Group de l'armée pakistanaise joue un rôle important pour mettre fin à la crise. Les Saoudiens tirent ainsi profit de la force militaire de son allié, qui détient une armée performante dans la région et forme l'armée saoudienne. Les deux pays se sont ensuite coordonnés pour soutenir les moudjahidines en Afghanistan, surtout après l'invasion soviétique en 1979.
Lors des essais nucléaires pakistanais en 1998, l'Arabie saoudite soutient son allié frappé par les sanctions internationales avec un approvisionnement gratuit en pétrole. Jusqu'en 2002, le Pakistan reçoit l'équivalent en pétrole de près de 3,5 milliards de dollars. Durant cette période, le pays arabe soutient le nouveau régime militaire issu d'un coup d’État en 1999 mais négocie dans le même temps l'accueil sur son sol de Nawaz Sharif, Premier ministre renversé et emprisonné par les militaires. Ainsi, malgré l'instabilité politique pakistanaise, les relations entre les deux pays sont restées fortes.
Dans le cadre de l'opération Restaurer l'espoir menée par l'Arabie saoudite au Yémen à partir de 2015, le Pakistan ne participe que de façon très limitée à la campagne militaire, contribuant surtout à la sécurisation de la frontière entre les deux pays. Les Saoudiens ont vainement tenté d'obtenir un engagement plus important des Pakistanais, particulièrement réticents, et promis des aides substantielles. Le Parlement du Pakistan a rejeté toute participation directe au conflit.
Depuis lors, étant économiquement assez dépendant de l'Arabie saoudite, le Pakistan a multiplié les gestes de bonne volonté, par exemple en approuvant la nomination en avril 2017 du général Raheel Sharif, l’ancien chef de l’état-major des armées, à la tête de l’Alliance militaire islamique pour combattre le terrorisme (IMCTC). susceptible d’être impliquée dans la guerre au Yémen, comme l’a rappelé le porte-parole du ministère de la défense saoudien. Ou encore en envoyant, en 2018, un millier de soldats — en plus des 670 déjà présents — en Arabie saoudite. officiellement pour des tâches de formation et de conseil.
L'Arabie saoudite possède d'importants relais sur la scène politique pakistanaise, qu'il s'agisse de madrasa salafistes ou de groupes islamistes, comme Lashkar-e-Toiba et le réseau Haqqani, qui entretiennent depuis le jihad anticommuniste menée en Afghanistan dans les années 1980 une relation étroites avec les Saoudiens, tant en termes financiers qu'idéologiques.